# Yoshio Sugino
 Der er for få eller ingen kildehenvisninger i denne artikel, hvilket er et problem. Du kan hjælpe ved at angive troværdige kilder til de påstande, som fremføres i artiklen.

Yoshio Sugino (12. december 1904 – 13. juni 1998), stifter af Sugino stilarten af Tenshin Shoden Katori Shinto-ryu.
Sugino blev født i Chiba-præfekturet i Japan, og trænede Judo som ung. På opfordring af Jigoro Kano begyndte han at lære Tenshin Shoden Katori Shinto-ryu og åbnede sin egen dojo i 1927, i byen Kawasaki.
Han begyndte desuden at modtage undervisning af Morihei Ueshiba, omkring 1931, i det der nogle år senere skulle komme til at hedde Aikido. Efter få år efter fik han, som en af de første, tilladelse til at undervise i Aikido fra Ueshiba, som selv kom som gæsteinstruktør en gang om måneden.
I samme periode stiftede han stilarten Sugino, en sidegren af Tenshin Shoden Katori Shinto-ryu.
Sugino dojo nedbrændte under 2. verdenskrig, og i nogle år var det forbudt at træne, omend Sugino gjorde det i smug. Først omkring 1950 kunne han åbne sin Dojo igen.
Sugino er også kendt som koreograf af kampscener i film, nok mest fra Kurosawas samurai film, og den berømte skuespiller Toshiro Mifune var elev hos ham.
Har fået tildelt 10. dan inden for sin egen stilart, Sugino - Tenshin Shoden Katori Shinto-ryu fra International Martial Arts Federation (IMAF) samt opnået 10. dan Aikido fra IMAF.

## Yderligere læsning
Sugino har skrevet en bog om sin egen stilart, Sugino - Tenshin Shoden Katori Shinto-ryu:
Sugino, Yoshio & Ito, Kikue: Tenshin Shoden Katori Shinto-ryu Budo Kyohan (1977) (oprindeligt fra 1941)